# Kárpátok

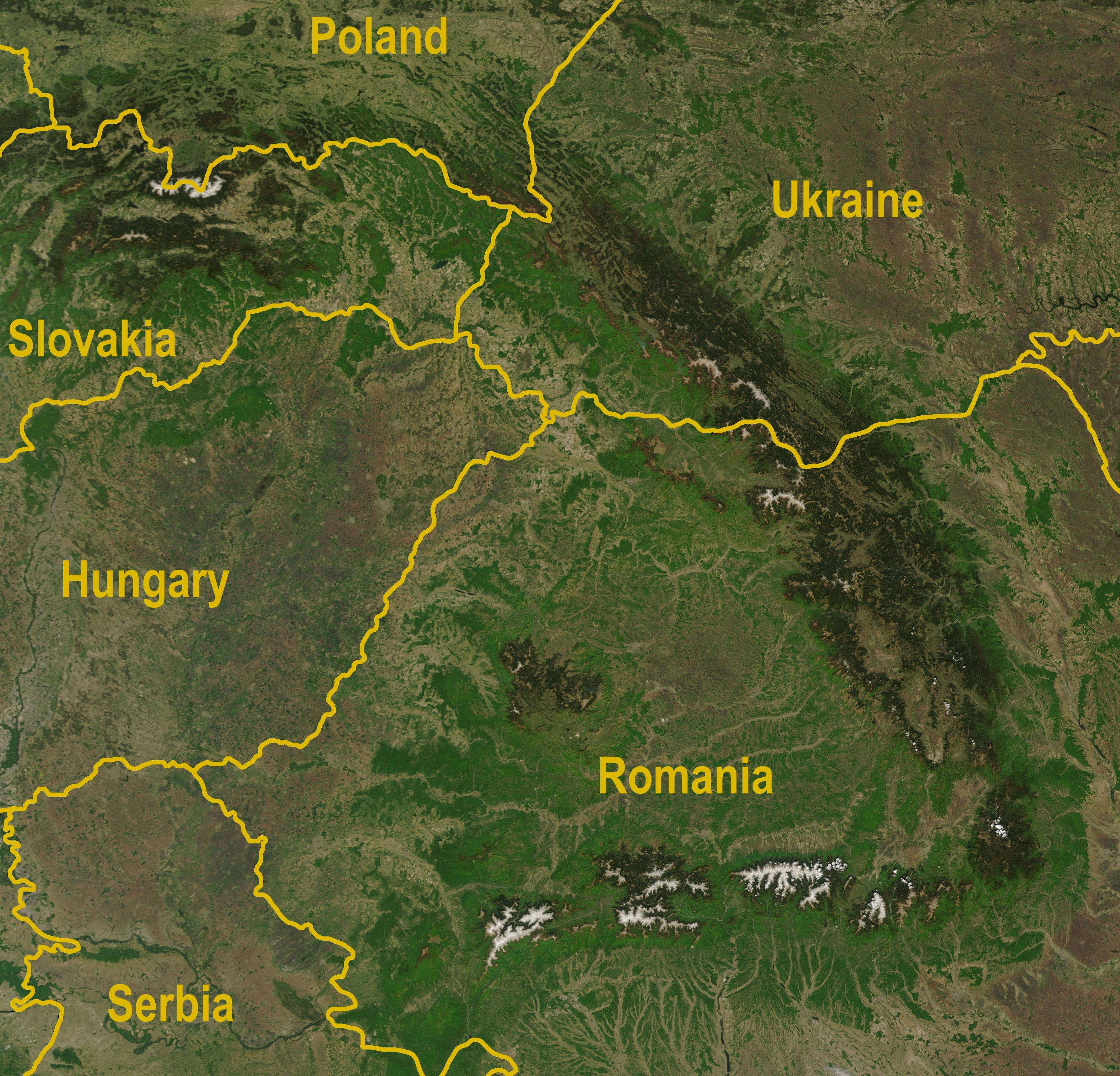
A Kárpátok műholdfelvételen

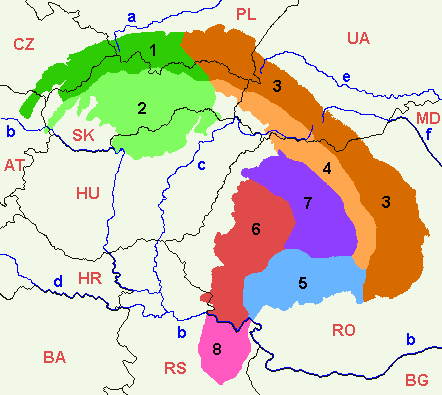
A Kárpátok felosztása:
1. Északnyugati-Kárpátok külső vonulata
2. Északnyugati-Kárpátok belső vonulatai
3. Északkeleti-Kárpátok és Keleti-Kárpátok külső vonulata, Kárpátkanyar
4. Északkeleti-Kárpátok és Keleti-Kárpátok belső vonulata
5. Déli-Kárpátok
6. Nyugati-Kárpátok
7. Erdélyi-medence és Szilágyság
8. Szerb-Kárpátok

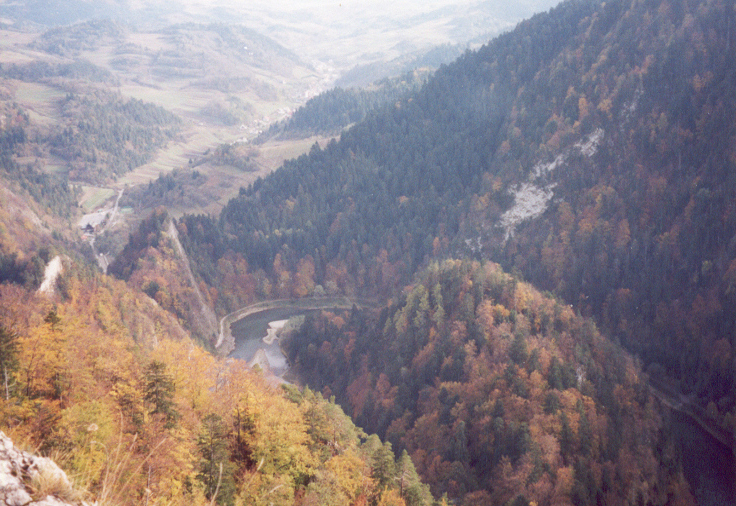
A Dunajec völgye (Beszkidek)

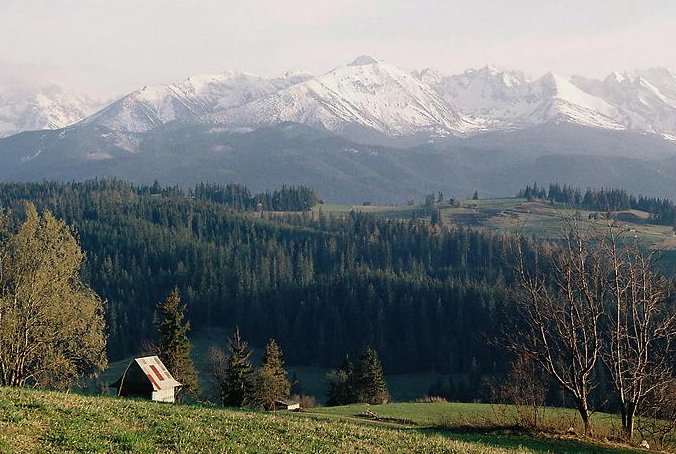
Lengyel-Tátra (Tátra–Fátra-vidék)

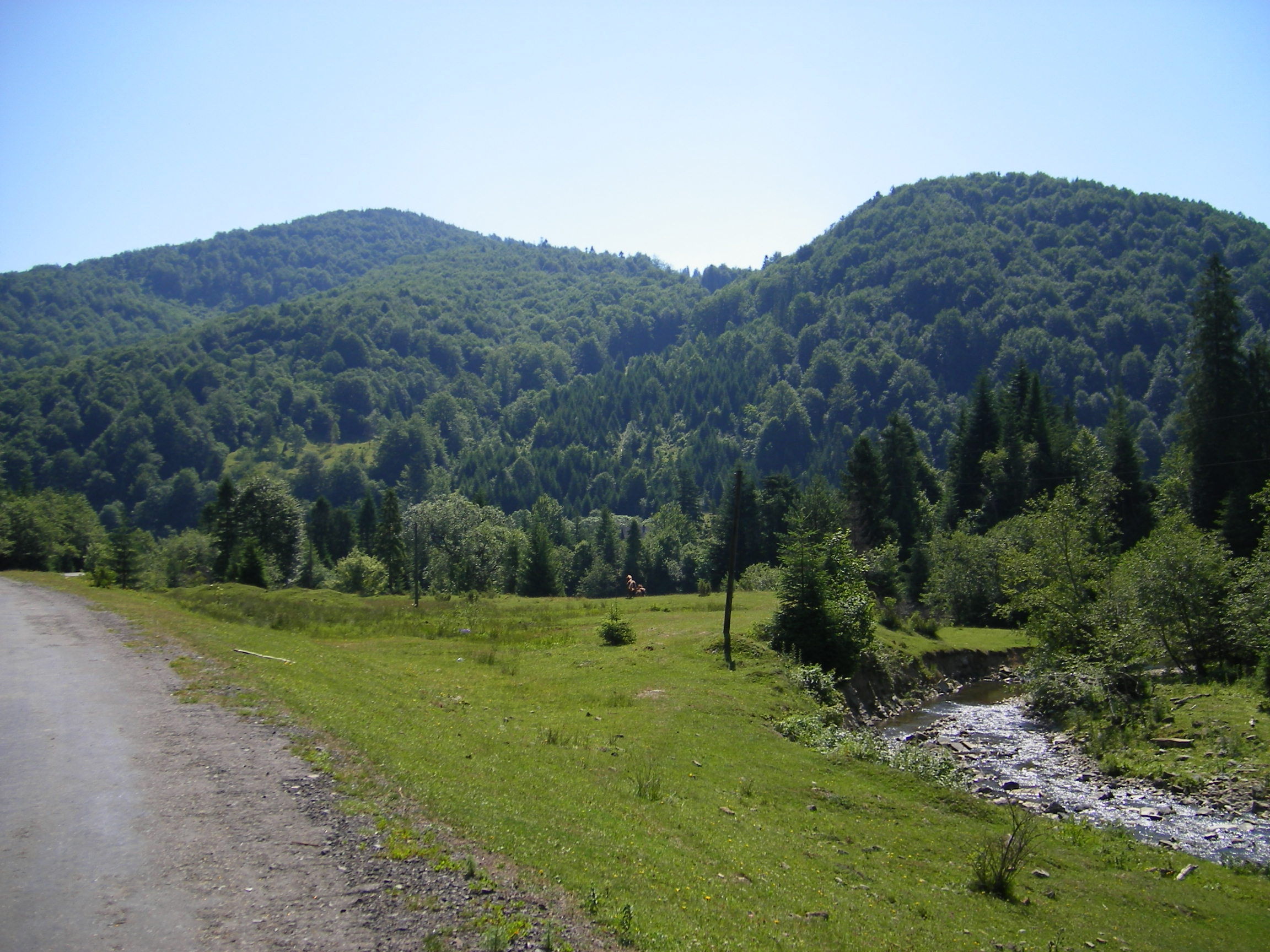
Ukrajnai táj (Külső-Beszkidek)

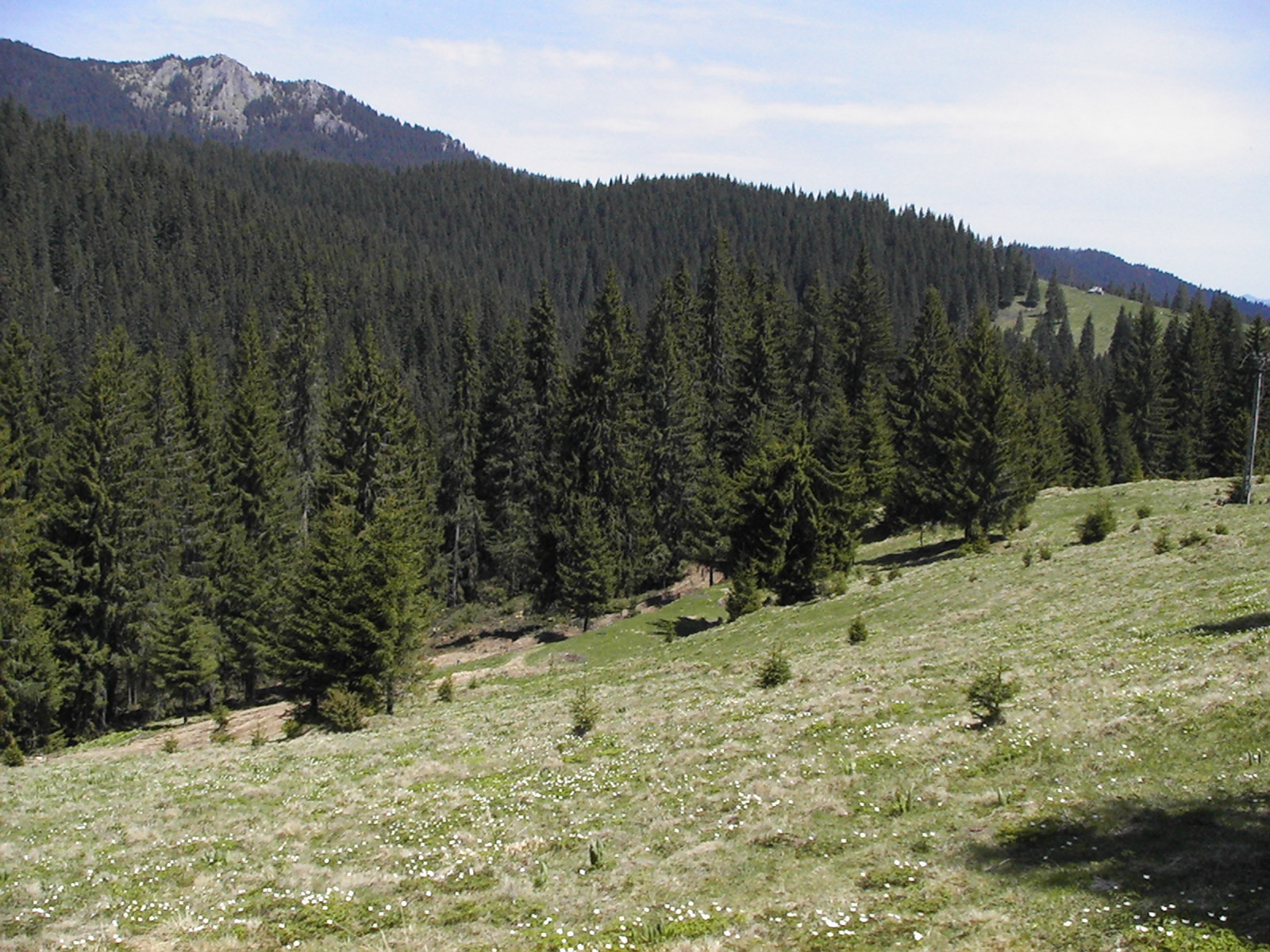
Az „Erdős-Kárpátok”

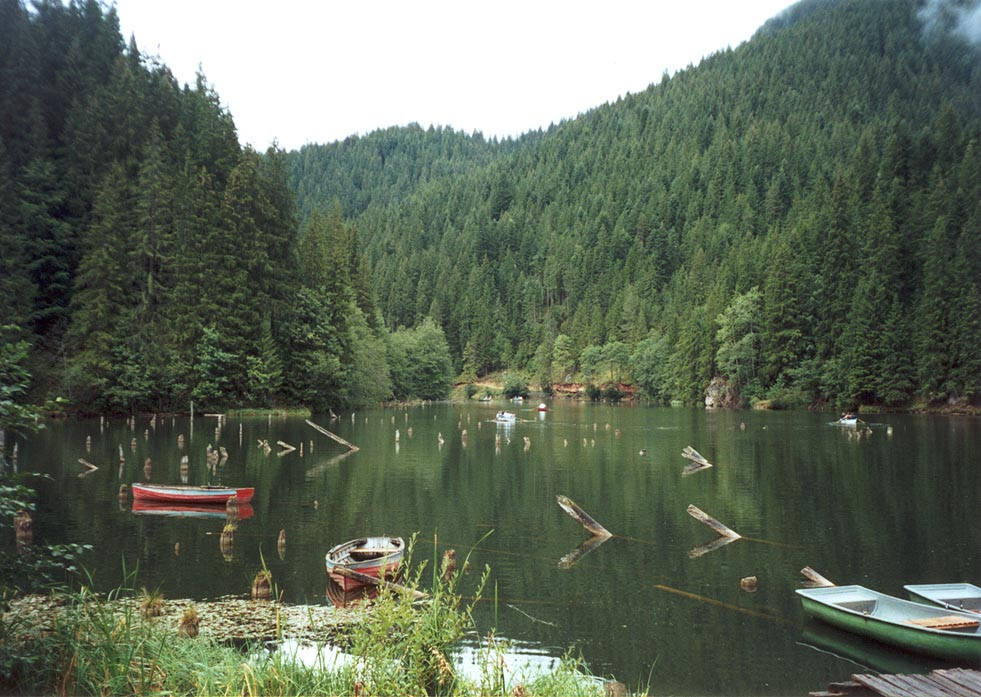
Gyilkos-tó (Hagymás-hegység)

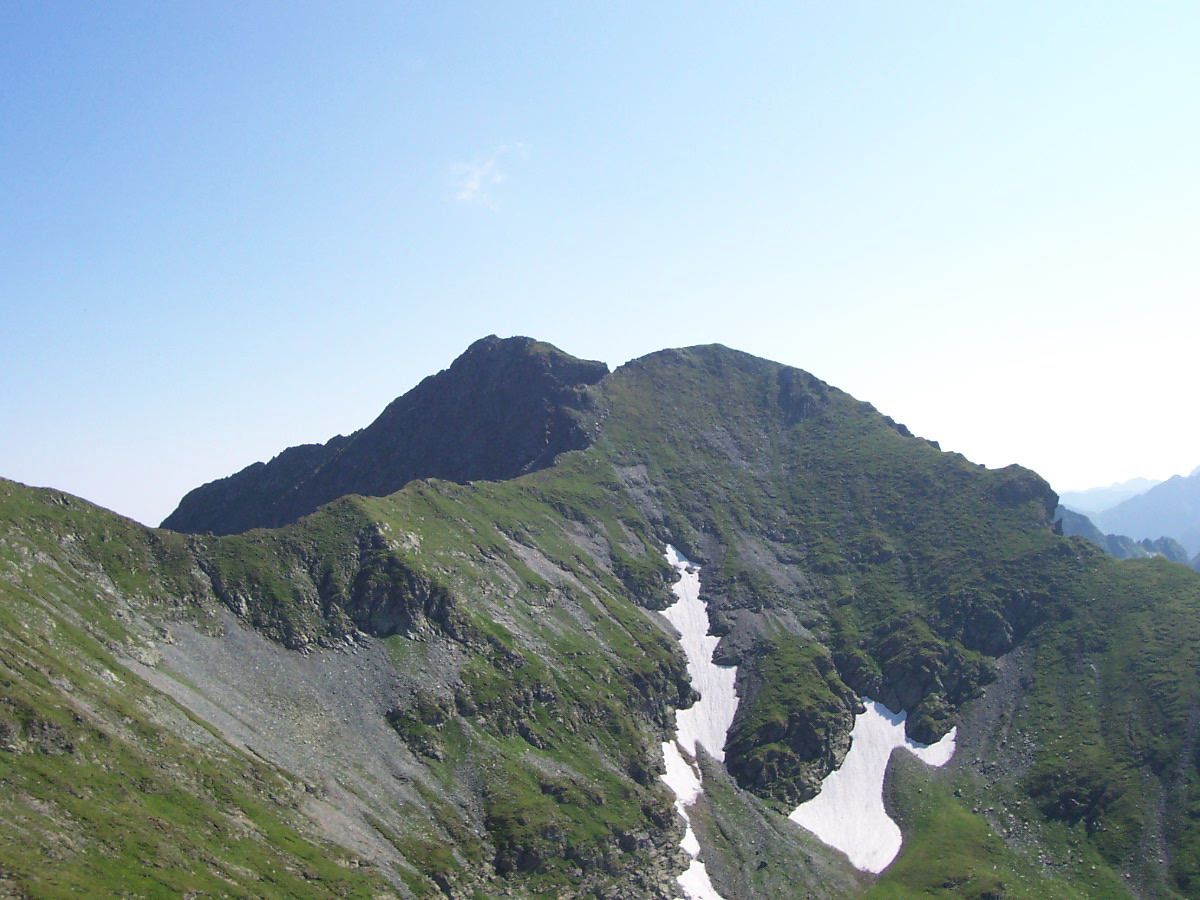
Fogarasi-havasok

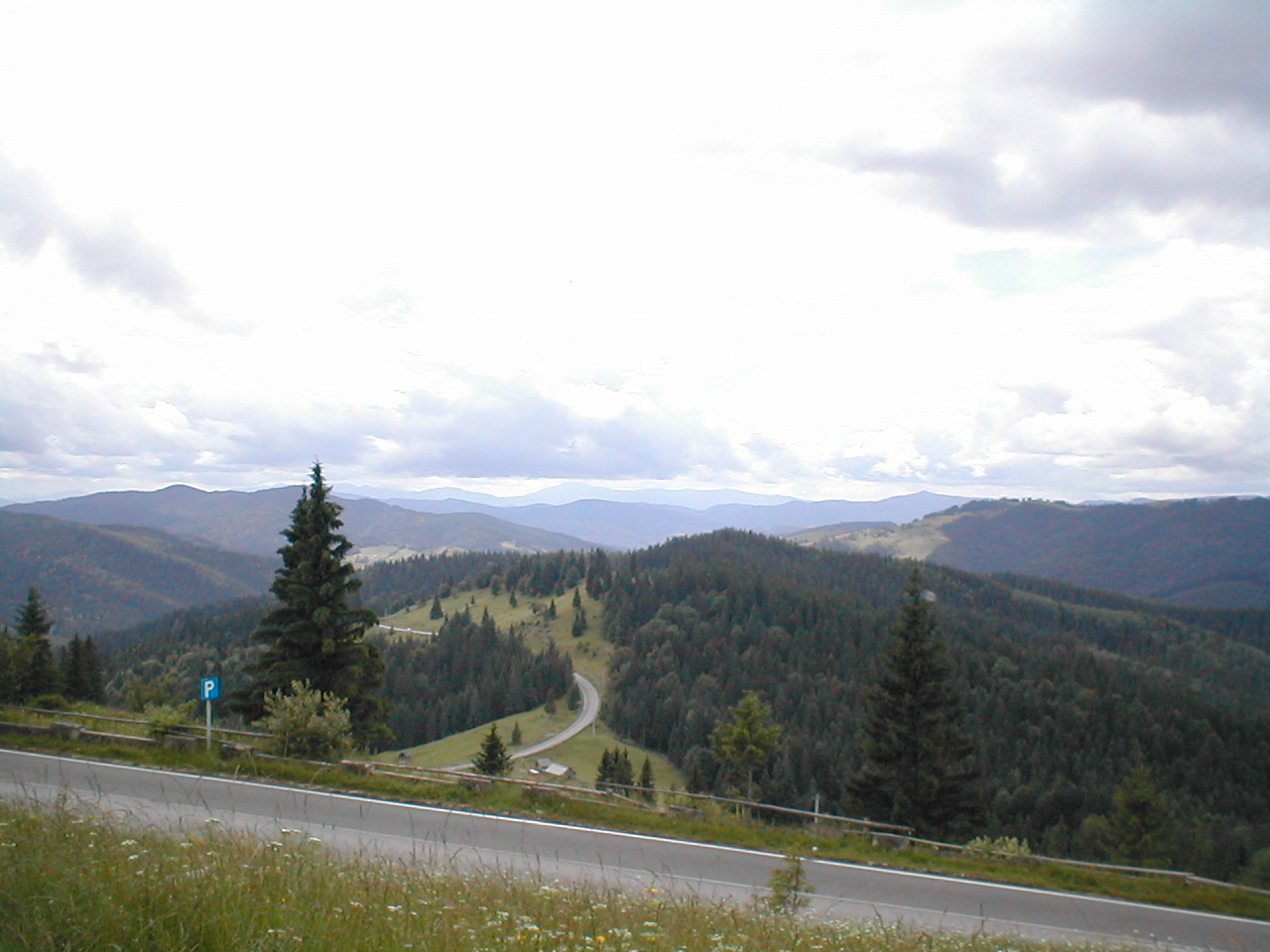
Erdélyi-középhegység

A Kárpátok 1500 km hosszúságú hegységrendszer Közép-Európa délkeleti részén. A földtörténeti újidő harmadidőszakában gyűrődött fel, az Eurázsiai-hegységrendszer tagja. Nagyrészt körbefogja a Kárpát-medencét. A hegyláncot az eltérő szerkezeti és domborzati, valamint éghajlati és vízrajzi tulajdonságok alapján a magyar földrajztudomány négy részre osztja: Északnyugati-, Északkeleti-, Keleti- és Déli-Kárpátok. (A külföldi szakirodalomban más felosztások is ismeretesek. Az Északnyugati-Kárpátok neve a nyugat-európai szakirodalomban gyakran Nyugati-Kárpátok, viszont a romániai földrajzi irodalom a Nyugati-Kárpátok nevet lényegében az Erdélyi-középhegységre használja. Az Északkeleti-Kárpátokat viszont gyakran a Keleti-Kárpátok részének tekintik Külső-Keleti-Kárpátok néven.)

## Földrajzi és geológiai szerkezete
A Kárpátokat földtanilag fiatal, gyűrt hegységének geológia felosztását még Hunfalvy János alkotta meg a 19. században, később pedig Lóczy Lajos finomította. Eszerint négy övezete van: a külső, homokkő- (flis-) övezet; ezen belül a mészkőszirtek öve; a központi kristályos zóna; legbelül pedig a vulkanikus övezet. A legkevésbé a mészkőövezet egységes.
A hegységrendszer íves vonulata a Dévényi-szorostól az Al-Dunáig a domborzati térképeken egységesnek tűnik, a valóságban azonban az eltérő szerkezeti és domborzati, valamint éghajlati és vízrajzi tulajdonságok négy része különböztethető meg: Északnyugati-, Északkeleti-, Keleti- és Déli-Kárpátok. A hegység teljes hossza 1500 km, szélessége 12 és 500 km közötti, 190 ezer km² területet foglal el. Az Alpok után ez a legkiterjedtebb hegyrendszer Európában.

### Szakaszai

#### Északnyugati-Kárpátok
Az Északnyugati-Kárpátok a Keleti-Alpok északkeleti folytatásában a Hainburgi-rögtől a Tapoly völgyéig húzódik, a legszélesebb és egyben a legmagasabb Kárpát-szakasz – (Magas-Tátra: Gerlachfalvi-csúcs 2655 m). Geológiai szempontból a területén minden övezet igen szép kifejlődésű.
Külső vonulat:
- Fehérkárpátok-régió
- Beszkidek
- Északi-Tátraalja

Belső vonulat:
- Tátra–Fátra-vidék
- Selmeci-körhegység
- Gömör–Szepesi-érchegység
- Északi-középhegység

#### Északkeleti-Kárpátok
Az Északkeleti-Kárpátok a Tapoly völgyétől a Borsai-hágóig fut. Keskeny, egyszerű felépítésű, a flisövezet vonulatai és vulkánmaradványok uralják. A Kárpátok legalacsonyabb hegységszakasza. Legmagasabb csúcsa a Hoverla (2061 méter) a Máramarosi-havasokban. A külső vonulat ukrajnai-szlovákiai részét és a belső vonulatot gyakran Erdős-Kárpátoknak is nevezik.
Legnagyobb részét homokkő hegységek alkotják. Hágói évszázadok óta fontos átjárók mint például a Vereckei-hágó. Keskeny vonulataik között erednek a Tisza forráságai és az innen érkező folyók egyesüléséből születik a Bodrog is.
Külső vonulat:
- Külső-Beszkidek vagy Keleti-Beszkidek
- Máramarosi-havasok

Belső vonulat:
- Vihorlát–Gutin-hegyvidék

#### Keleti-Kárpátok
A Keleti-Kárpátok a Borsa-hágótól a Tömösi-hágóig, a Prahova völgyéig húzódik, igen színes, aprólékosan tagolt, közepes magasságú kárpáti rész, itt emelkedik a Kárpátok legmagasabb vulkánmaradványa (Kelemen-havasok Pietrosz 2102 méter), de a sűrű erdők borította vonulatok felett alpesi jellegű csúcsok is magasodnak (Radnai-havasok, Nagy-Pietrosz 2305 méter).
Külső vonulat:
- Bukovinai-Kárpátok
- Moldvai-Kárpátok
- Kárpátkanyar

Belső vonulat:
- Besztercei-havasok
- Gyergyói-havasok-Tarkő-Naskalat-Csíki-havasok
- Görgényi-havasok-Hargita–Háromszéki-havasok-Nemere-Bodzai-havasok-Szilon-Baj-Lóhavas-Nagykőhavas-Csukás,
- Bodoki-hegység-Baróti-hegység

#### Déli-Kárpátok
A Déli-Kárpátok (Carpatii Meridionali) Prahova völgyétől a Temes-Cserna-Mehádia-árokig tart, a Kárpátok legegységesebb, legnagyobb átlagmagasságú szakasza, élesre faragott "várfala". Uralkodók a kristályos kőzetek (a vulkáni képződmények hiányoznak, a flis alárendelt). A Fogarasi-havasok hatalmas hegyláncában tetőzik a Moldoveanu (2544 m).
A Déli-Kárpátokot átszelő völgyek és szorosok több csoportra osztják a hegyvonulatot:
- Bucsecs-csoport, ide tartozik a Bucsedzs, Leaota, Jézer-Papusa és a Királykő,
- Fogarasi-havasok csoportja
- Páring-csoport
- Retyezát-csoport

### Szerkezeti övei
A Kárpátok íves hegyvonulatában belülről kifelé haladva négy jellegzetes szerkezeti öv különíthető el geológiailag. Ezek azonban a maguk teljességében csak az Északnyugati-Kárpátokban jelennek meg, más szakaszokon egy vagy több vonulat hiányzik.

#### Belső-Kárpátok
Ide sorolnak minden olyan takarórendszert a Kárpátok belső oldalán, amely a kréta kor végéig kialakult. Homokkő vonulatnak is nevezik.

#### Pienini-szirtöv
Ez a keskeny szerkezeti egység választja el a Belső- és Külső-Kárpátokat, és kialakulása idejét tekintve is köztes helyet foglal el. Mészkő vonulatnak is nevezik.

#### Külső-Kárpátok
A hegység külső oldalát a harmadidőszakban keletkezett takarórendszerek építik fel. Kristályos vonulatnak is nevezik.

#### Vulkáni öv
A Kárpátok legfiatalabb vonulata a vulkáni öv, amely csak a takarós szerkezetek kialakulása után jött létre.
A hegyvonulat magassága csak néhány helyen lépi túl a 2500 métert (Magas-Tátra: Gerlachfalvi-csúcs 2655 m – a legmagasabb pontja, Bucsecs-hegység, Fogarasi-havasok, Páring-hegység, Retyezát-hegység). Nincsenek gleccserek vagy állandóan hóval borított területek. A Kárpátokat a Duna választja el az Alpoktól és a Balkáni-hegységrendszertől. Az Alpokkal két ponton, az Alsó-ausztriai-szigethegységnél és a Lajta-hegységnél találkozik, Bécs közelében.
A Kárpátok egy nagyobb összefüggő hegységrendszert alkot a Podóliai-hátsággal, illetve a Balkán-hegységgel és a Balkáni-hegységrendszer többi tagjával (Dinári-hegység, Velebitek stb.) ezt nevezik Kárpát-hegyvonulatrendszernek.

## Vízrajza
Az északra folyó Visztulát kivéve a Kárpátokból eredő folyók a Duna (mellékvizeivel együtt) és a Dnyeszter révén a Fekete-tenger vízgyűjtő medencéjéhez tartoznak.

### Fontosabb folyói
A Kárpátokban eredő folyók nagyrésze a Kárpát-medence földrajzi területhez tartozik. A terület legjelentősebb vízgyűjtő folyója a Tisza, amely felveszi a Szamos, a Körösök és a Maros által összegyűjtött folyóvizeket és a Nagyalföld déli részén ömlik a Dunába. A Kárpátok külső vonulata felé tartó folyókat a Prut illetve a Dnyeszter gyűjti össze. A Prut a Duna-delta közelében ömlik a Dunába. Az Olt átszeli a Déli-Kárpátokat és az alsó szakaszon folyik a Dunába.
- Északi-Kárpátok: Vág, Garam, Hernád, Sajó (Tisza), Dunajec, Poprád, Laborc, Latorca
- Északkeleti-Kárpátok: Tisza, Prut, Dnyeszter, Szeret, Ung, Bodrog, Iza, Túr, Borsa, Mara, Szucsáva, Lápos, Moldva
- Keleti-Kárpátok: 
  - Belső vonulat: Maros, Olt, Szamos, Beszterce, Sajó (Nagy-Szamos), Nyárád, Küküllő, Homoród, Vargyas, Kormos, Feketeügy,
  - Külső vonulat: Putna, Tatrang, Ojtoz, Lator, Tatros, Békás, Aranyos-Beszterce, Bodza,
- Nyugati-Kárpátok: Körösök, Aranyos, Nagy-Szamos, Kis-Szamos, Berettyó, Kraszna, Hortobágy, Ompoly, Tömös, Béga, Cserna, Karas, Néra,
- Déli-Kárpátok: Barca, Sztrigy, Sebes, Argeş, Prahova, Dâmbovița, Jalomica, Zsil

## Éghajlat
Éghajlata hegyvidéki, döntő az adott táj tengerszint feletti magassága. Ezen belül klímája változatos. Ősztől tavaszig a medencékben és a völgyekben gyakori a köd, ugyanakkor a magaslatokon szikrázóan süt a nap. A Kárpát-medence és az Erdélyi-medence évi átlagos csapadékmennyisége 600 milliméter, a Máramarosi-havasokban évi 1700 milliméter eső esik átlagosan. A Keleti-Kárpátok jellegzetes szele a "nemere".

## Növényzet
Majdnem 4000 magasabb rendű növényfajával, nagy kiterjedésű, vadregényes erdőségeivel, bennszülött és maradvány fajokban bővelkedő sziklai vegetációjával, lápjaival a Kárpátok botanikai szempontból Európa egyik legkülönlegesebb, legháborítatlanabb – és napjainkban sem tökéletesen feltárt – területe.

## Állatvilág
A Kárpátok Európa fajokban leggazdagabb vidéke.
Itt található a barna medve, a farkas és a hiúz legnagyobb állománya a kontinensen. A parlagi sas európai állományának közel fele a Kárpátokban él. Egy másik igen ritka faj az európai bölény, melyből alig 400 egyed él e területen. Ma a beltenyészet fenyegeti. Rendkívül veszélyeztetett faj a zerge is, amelyből körülbelül 300, és a jávorszarvas, amelyből körülbelül 100 egyed él a Kárpátokban.

## Gazdasági jelentősége
Ásványkincsei számottevőek (szén, vas- és színesfémérc), folyóvizeinek ereje pedig lehetőséget nyújt elektromos áram termelésére. A legfontosabb vízerőmű a Vaskapu-szorosban épült. Ipara változatos, olyan ipari szempontból jelentős városok találhatók a hegység területén, mint Kassa és Brassó.

## További, Kárpátoknak nevezett hegyvonulatok
A különböző korok és országok földrajzi irodalma Kárpátoknak nevez néhány más hegységet is, amik azonban a modern földrajztudomány szerint nem tartoznak szorosan a Kárpátok rendszeréhez.

### Nyugati-Kárpátok
Románia földrajzában Nyugati-Kárpátoknak (Carpaţii Occidentali) nevezik az Erdélyi-medencét nyugatról határoló hegységvonulatot.
Ennek három fő csoportja:
- Erdélyi-középhegység
- Ruszka-havas
- Bánsági-hegyvidék

A Ruszka-havast és a Bánsági-hegyvidéket gyakran a Déli-Kárpátokhoz is sorolják. Mások a három nagy hegységcsoportot nem tartják a Kárpátok részének.

### Szerb-Kárpátok
Szerb-Kárpátoknak (szerbül Karpatska Srbija) is nevezik a Szerb-érchegységet, amely a Bánsági-hegyvidék déli folytatását jelentő kelet-szerbiai középhegység a Dunától délre. A Szerb-Kárpátokat többnyire nem tartják a Kárpátok szerves részének.